# Bedrijfsbrandweer

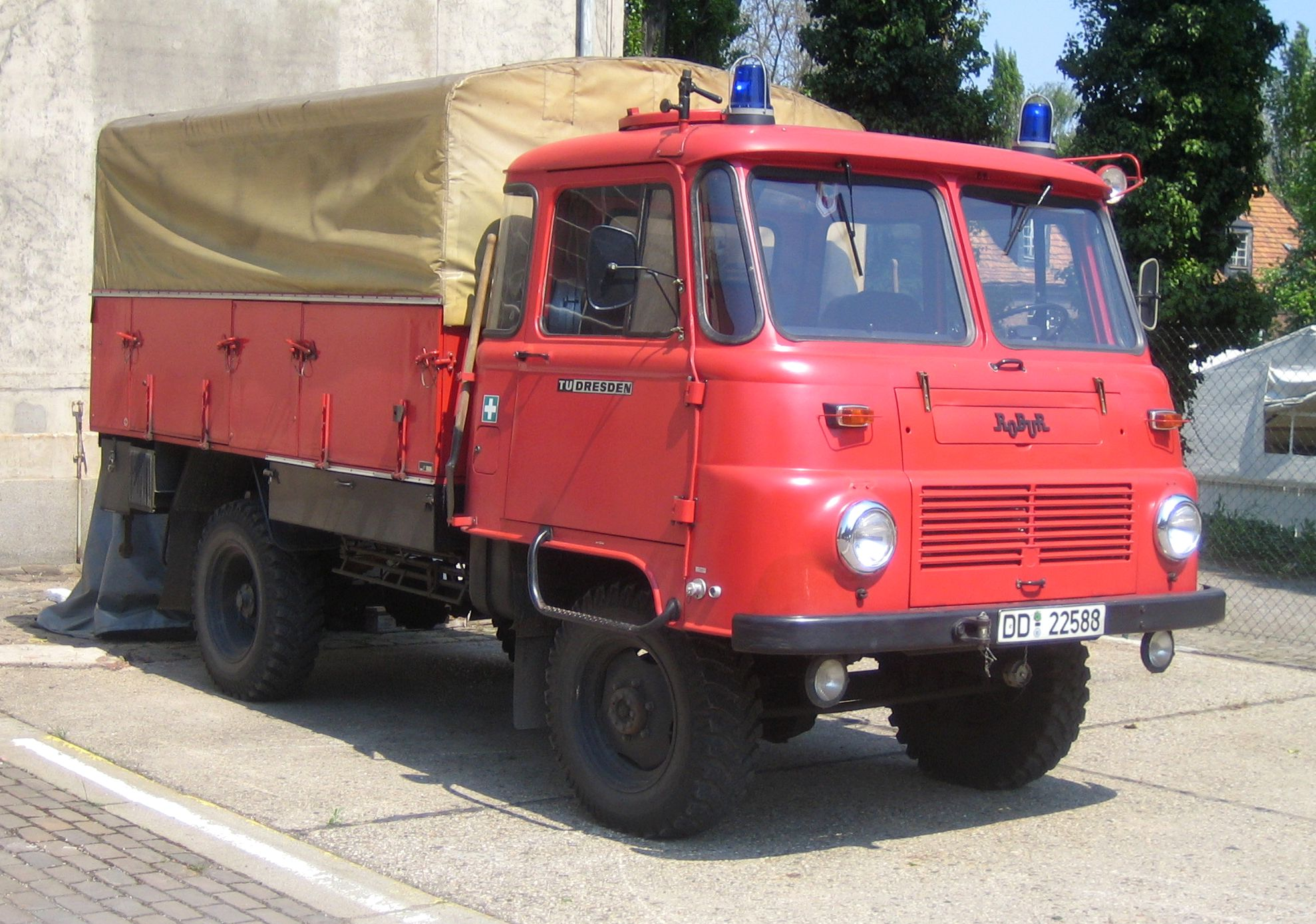
Bedrijfsbrandweer van de Technische Universiteit Dresden (Duitsland).

Een bedrijfsbrandweer is een particulier brandweerkorps van een bedrijf of instelling. Een bedrijfsbrandweer treft men meestal aan bij organisaties waar een verhoogd risico bestaat op brand of op ongevallen met gevaarlijke stoffen, of waar de gevolgen daarvan ernstig zijn. Voorbeelden zijn luchthavens, chemische bedrijven, grotere industrieën maar ook universiteiten. Soms komen bedrijfsbrandweerkazernes ook voor in pretparken zoals voorheen (tot 2013) in de Efteling.
Doordat zij op een beperkt gebied opereren, hebben bedrijfsbrandweerkorpsen vaak een goede kennis van de situatie ter plaatse. Aan de andere kant hebben ze vaak een beperkte capaciteit, en bij een groter incident zal dan de reguliere brandweer de brand- of ongevallenbestrijding overnemen.
Een bedrijfsbrandweer kan in grootte variëren van enkele vrijwillige bedrijfshulpverleners die met kleine blusmiddelen de eerste fase van de brandbestrijding uitvoeren tot een beroepskorps met meerdere brandweervoertuigen.

## Nederland
In Nederland kan een bedrijf of inrichting op grond van de Wet Veiligheidsregio's of Veiligheidswet BES worden verplicht een bedrijfsbrandweer te hebben. Het gaat er dan vooral om dat incidenten bij het bedrijf ook een aanzienlijk gevaar kunnen opleveren voor de omgeving. De eisen waaraan een dergelijke bedrijfsbrandweer moet voldoen, hangen van de situatie af en worden door de veiligheidsregio of het bestuurscollege vastgesteld. Grotere bedrijfkorpsen zijn vaak net als gemeentelijke korpsen geïntegreerd in de regionale veiligheidsorganisatie.

## Duitsland
In Duitsland onderscheidt men twee typen bedrijfsbrandweer: Betriebsfeuerwehr en Werkfeuerwehr.
De eerste zijn vaak kleinere organisaties, die zijn opgezet om verzekeringstechnische redenen of omdat zich in het complex personen of goederen bevinden die snel in veiligheid moeten worden gebracht. Denk hierbij aan ziekenhuizen of musea. Bij brandmeldingen wordt doorgaans ook direct de gemeentelijke brandweer opgeroepen.
Een Werkfeuerwehr is in het algemeen ingericht omdat dat wettelijk verplicht is (bijvoorbeeld bij grote chemische bedrijven) en vaak handelt zij brandmeldingen zelfstandig af, waarbij de reguliere brandweer alleen op verzoek bijstand levert. Deze korpsen zijn vaak geïntegreerd in de gemeentelijke brandweren, en moeten aan alle eisen voldoen waaraan een regulier brandweerkorps voldoet.